# Hyalinose segmentaire et focale
Pour les articles homonymes, voir HSF.
La hyalinose segmentaire et focale ou HSF est un ensemble de lésions histologiques des glomérules rénaux. C'est une cause de syndrome néphrotique idiopathique de l'enfant ou de l'adulte.

## Mécanisme
Il s'agit vraisemblablement d'une maladie du podocyte.

## Étiologie
La hyalinose segmentaire et focale peut être secondaire à une pathologie sous-jacente, ou bien primitive. Les HSF sont primitives dans la majorité des cas. En pratique, il est nécessaire de rechercher l'origine de la HSF, car certaines de ces pathologies demandent une prise en charge spécifique.
Les principales causes de HSF secondaires sont listées ci-dessous.
- l'infection virale : VIH ou Parvovirus B19 par exemple. La HSF est la néphropathie la plus fréquente parmi les personnes atteintes de VIH, mais son incidence est en baisse du fait de la meilleure prise en charge de la maladie grâce aux traitements antirétroviraux.
- les intoxications : l'héroïne, les stéroïdes anabolisants et certains médicaments peuvent causer des lésions de HSF.
- cause génétique[2]. Les mutations concernent des gènes  de protéines impliquées dans la fonction de filtration du rein, comme des protéines du podocytes et de la membrane basale glomérulaire, ou des gènes non spécifiques du rein (cytosquelette d'actine, cytopathies mitochondriales). La transmission peut être dominante ou récessive. Les gènes les plus souvent impliqués sont le NPHS1, le NPHS2, l'ACTN4[3]. D'autres gènes responsables ont été identifiés : INF2[4] et APOL1[5].
- la réduction néphronique c'est-à-dire un nombre insuffisant de néphrons fonctionnels, de façon congénitale (agénésie rénale, hypoplasie rénale, faible poids de naissance) ou par destruction de néphrons. Toutes les néphropathies peuvent causer l'apparition de lésions de hyalinose segmentaire et focale, quelle que soit la cause primitive. La réduction néphronique est responsable d'une adaptation fonctionnelle visant à maintenir une bonne fonction rénale globale malgré la perte de néphrons, ce qui conduit à une hypertension intraglomérulaire et l'apparition de lésions de HSF parmi les glomérules encore fonctionnels. La HSF est une aggravation des lésions du rein lors des néphropathies; c'est un des mécanismes conduisant à la progression de l'insuffisance rénale dans les néphropathies.
- l'adaptation vasomotrice rénale : des maladies comme l'obésité, le diabète, la drépanocytose, le reflux vésico-urétéral provoquent elles aussi à une hypertension intraglomérulaire, qui conduit à l'apparition de lésions de HSF.

## Diagnostic

### Clinique
La majorité des hyalinoses segmentaires et focales est découverte secondairement à un syndrome néphrotique, c'est-à-dire des œdèmes mous et déclives associés à une protéinurie massive (supérieure à 3 grammes par 24 heures) et à une albuminémie inférieure à 30 g/L. Le syndrome néphrotique est souvent impur, c'est-à-dire associé à une hypertension artérielle et/ou une hématurie et/ou une insuffisance rénale organique. La HSF est responsable de 15 à 20 % des syndromes néphrotiques de l'adulte. 

### Biopsie rénale
Devant un syndrome néphrotique idiopathique de l'adulte, une biopsie rénale doit être effectuée pour préciser le diagnostic histologique.
C'est l'analyse histologique de la biopsie rénale qui permet de caractériser les lésions de hyalinose segmentaire et focale.

## Apparence histologique
Lors de l'étude histologique des biopsies rénales, on retrouve des atteintes segmentaires  (elle ne touchent pas la totalité du glomérule) et focales (elles ne touchent pas tous les glomérules). Les glomérules juxtamédullaires sont préférentiellement touchés. En microscopie optique, on observe une altération des podocytes, des lésions de sclérose, et des dépôts hyalins. L'étude en immunofluorescence met en évidence quelques dépôts d'IgM et de C3 (une protéine du système du complément).
La classification de Columbia définit cinq sous-types de HSF selon la présentation histologique :
- forme avec collapsus ;
- forme cellulaire ;
- forme avec lésion du pôle tubulaire (tip lesion) ;
- forme périhilaire ;
- forme classique.

## Prise en charge
Le traitement médical comprend le traitement du syndrome néphrotique par diurétiques et antihypertenseurs anti-SRAA.
Si la HSF est primitive, le traitement se fait par corticothérapie (en première intention) ou immunosupresseurs.
Les complications du syndrome néphrotique seront prévenues par traitement médical en fonction des besoins de la personne malade (antihypertenseurs, hypolipémiants, anticoagulants).
La prise en charge du syndrome néphrotique idiopathique comprend aussi l'éducation thérapeutique du patient et la modification d'habitudes néfastes pour améliorer la qualité de vie.